# Reprezentacja Singapuru w piłce wodnej kobiet
Reprezentacja Singapuru w piłce wodnej kobiet – zespół, biorący udział w imieniu Singapuru w meczach i sportowych imprezach międzynarodowych w piłce wodnej, powoływany przez selekcjonera, w którym mogą występować wyłącznie zawodnicy posiadający obywatelstwo singapurskie. Za jej funkcjonowanie odpowiedzialny jest Singapurski Związek Pływacki (SSF), który jest członkiem Międzynarodowej Federacji Pływackiej.